# Пхеро
Пхеро (груз. ფხერო) — село в Грузии, на территории Адигенского муниципалитета края (мхаре) Самцхе-Джавахети.

## География
Село находится в южной части Грузии, к северу от реки Кваблиани, на расстоянии 6 километров (по прямой) к северо-востоку от посёлка городского типа Адигени, административного центра муниципалитета. Абсолютная высота — 1511 метров над уровнем моря.

## Население
По результатам официальной переписи населения 2014 года, в Пхеро проживало 114 человек (60 мужчин и 54 женщины). В национальной структуре населения грузины составляли 98,2 %, армяне — 1,8 %.
| Год  | Население, человек |
| ---- | ------------------ |
| 2002 | 164                |
| 2014 | ↘ 114              |